# Miguel Serrano

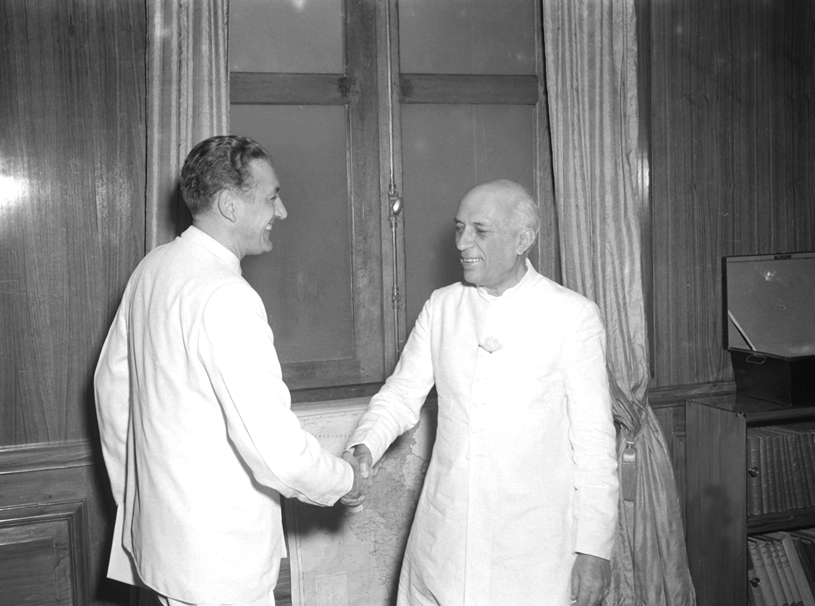
Migual Serrano Fernandes e Nehru, 1957

Miguel Joaquín del Carmen Serrano Fernández (Santiago del Cile, 10 settembre 1917 – Santiago del Cile, 28 febbraio 2009) è stato un esoterista, scrittore e diplomatico cileno, figura preminente del neonazismo cileno, dell'ariosofia e dell'esoterismo nazista.

## Biografia

### Origini
Miguel Joaquín Diego del Carmen Serrano Fernández nacque a Santiago del Cile discendente di una famiglia nobile e influente. Rimasto orfano in giovane età venne affidato ai nonni paterni e venne educato presso Internado Nacional Barros Arana, una scuola di affiliazione tedesca, dal 1929 al 1934. Inizialmente abbracciò il Marxismo, scrivendo per giornali di sinistra ma successivamente si spostò presto dal comunismo al terzoposizionismo, mosso dallo sdegno per il massacro del Seguro Obrero del 5 settembre 1938 in cui 59 attivisti filo-nazisti cileni vennero uccisi durante un fallito colpo di stato su possibile ordine del presidente Arturo Alessandri Palma dopo aver assaltato l'edificio (“Sin duda la matanza del Seguro Obrero, significó que yo me acercara al nazismo. Fue algo difícil, porque los nazistas (sic) habían matado a mi amigo el escritor Héctor Barreto (en una reyerta entre ellos y los socialistas)"). Si iscrisse così al Movimento Nazional Socialista del Cile (Movimiento Nacional Socialista de Chile - M.N.S.), lo stesso partito filo-nazista cileno che aveva tentato il colpo di stato, il quale era capeggiato da Jorge González von Mareés detto El Jefe, termine equivalente ispanico di Duce e Führer, e organizzatore del tentato golpe.. 
Dal luglio del 1939 collaborò attivamente e pubblicamente col M.N.S. (allora rinominato Vanguardia Popular Socialista - Fronte Popolare Socialista) scrivendo per il giornale Trabajo ("Lavoro"). Contestualizzò la propria attività di diplomatico per il suo paese, in diverse realtà europee. La sua attività di ricerca e studio lo condussero alla stesura di eruditissimi libri, segno della sua complessa e vastissima cultura storica esoterica e filosofica. Organizzò e partecipò a ripetute esplorazioni delle lande antartiche cilene, sempre animato dall'aspirazione alla verifica delle sue complesse teorie e ricerche.

### Il dopoguerra
I partiti nazionalisti del Sudamerica filo-fascisti erano una realtà estremamente limitata le cui influenze dal nazifascismo erano sostanzialmente in funzione di un populismo indigeno e antimperialista o di una funzione liberal-capitalista di impronta anticomunista, ma dopo la fine della guerra, con l'arrivo nel continente di numerosi fuggitivi nazisti e collaborazionisti si iniziarono a diffondere idee völkisch anche tra i nativi e le elites locali che iniziarono a percepirsi anch'essi come discendenti degli ariani originari dell'isola di Thule. La diffusione di queste idee trovò un grande riscontro negli interessi e negli studi di Serrano che assunsero inoltre toni maggiormente antisemiti.
Nel 1970 venne dismesso dal suo incarico diplomatico da Salvador Allende a causa delle sue relazioni con gruppi neonazisti e di conseguenza si auto-esiliò a Montagnola nel Canton Ticino vivendo a Casa Camuzzi, la villa in cui visse Hermann Hesse dal 1919 al 1931 dove scrisse diverse opere in cui elaborava la sua dottrina dell'hitlerismo esoterico. Durante questo periodo Serrano instaurò legami d'amicizia con numerose personalità del neonazismo e del neofascismo come Savitri Devi, Léon Degrelle, Otto Skorzeny, Hans-Ulrich Rudel, Saint-Loup e Hanna Reitsch. Incontrò anche Julius Evola, Hermann Wirth, Wilhelm Landig e Ezra Pound. Assieme allo stesso Hermann Hesse e a Carl Gustav Jung costituì il gruppo del Cerchio Ermetico (perlomeno da come lo stesso Serrano afferma nelle sue opere).
Serrano tornò in Cile dopo il colpo di Stato di Pinochet nel 1973, ma trovando il nuovo regime ostile alle sue idee, scelse di adottare il ruolo di oppositore intellettuale, specialmente dopo che il nuovo regime gli sequestrò ogni proprietà lasciandolo totalmente indigente. Nel maggio del 1984, Serrano assistette al funerale del colonnello delle SS Walter Rauff.Il 20 aprile 1989 celebrò in un teatro sulle Ande, copia di quello di Epidauro, il centenario della nascita di Adolf Hitler, alla presenza, oltre a quella di numerosi Cileni, anche di rappresentanti venuti dalla Spagna, dalla Germania, dall'Italia, dall'Argentina. Il 5 settembre 1993, organizzò una manifestazione in onore a Rudolf Hess (deceduto nel 1987) e in memoria dei 59 giovani Cileni filo-nazisti che furono uccisi nel massacro del Seguro Obrero durante il fallito colpo di Stato del 1938. Scambiò corrispondenza con numerosi esponenti neo-nazisti, come Matt Koehl.

## Dottrina
I suoi libri sono ispirati in gran parte dalla dottrina dell'"Hitlerismo o Nazismo esoterico", sulla scia di autori come Savitri Devi e i "mistici" vicini all'Ariosofia. La filosofia di Serrano è influenzata da certo neo-gnosticismo antimodernista, ma anche dal tantrismo e dal Wotanismo (nel senso di Etenismo). In questo contesto, gli Ariani sono Iperborei, discendenti degli uomini-dio, i Divyas, che schiavizzarono tutte le altre razze prima di stabilirsi nelle città sotterranee di Agartha e Shamballah in seguito alle catastrofi naturali dovute alla caduta di diversi satelliti sulla Terra i quali portarono all'affondamento di Atlantide e Lemuria in aderenza alla Teoria del Ghiaccio Cosmico (WelteislehreI) di Hanns Horbinger.  
Alcuni uomini-dio vennero però traviati ed ebbero rapporti sessuali con gli animali e con il bestiale uomo di Neandhertal, da queste unioni mostruose e perverse sarebbero quindi nate tutte le altre "razze" odierne della Terra. Serrano postula una cospirazione globale che vede i Dyvias opposti alle forze oscure del Kali Yuga, comandate dal dio degli Ebrei, da lui inteso (in questo rivelando un forte influsso di talune dottrine gnostiche) come il Demiurgo, un essere fondamentalmente malvagio, creatore della materia. Gli ebrei avrebbero di conseguenza "plagiato" dagli ariani la loro reputazione di "razza eletta", la loro religione e la loro storia che avrebbero riscritto in funzione strumentale nell'Antico testamento e altri testi affini come l'apocrifo Libro di Enoch il quale per Serrano mostrerebbe le prove dell'origine extraterrestre degli ariani. Il popolo cileno e quindi lo stesso Serrano discenderebbero dai popoli ariani dell'uomo di Cro-Magnon e successivamente dai troiani che emigrarono in Sudamerica (lo stesso Quetzalcoatl sarebbe da ricondursi ad un sovrano semidio ariano di natura luciferina chiamato in realtà Jarl Ullman da Schleswig), la scoperta dell'America da parte di Cristoforo Colombo non sarebbe altro quindi che una cospirazione operata dagli ebrei per imitare gli iperborei e per seguire le orme dei templari (per Serrano agenti segreti della vera gnosi iperborea) e il Sacro Graal, che altro non sarebbe che una metafora per il sangue puro degli ariani.  
Serrano sintetizza la tradizione esoterica indiana e quella nordica, entrambe le quali egli considera di provenienza ariano-iperborea. In particolare, egli rielabora, estremizzandola, la teoria junghiana dell'inconscio collettivo ariano, e come l'induista Savitri Devi riconosce in Adolf Hitler l'avatara del dio Vishnu che si è opposto al nemico satanico-materialistico del Kali-Yuga. La scelta da parte dei nazisti di assassinare sei milioni di ebrei durante la Shoah sarebbe in realtà una scelta simbolica ben calibrata poiché il numero 6 secondo la numerologia esoterica rappresenterebbe l'archetipo dell'inconscio ebraico che il nazionalsocialismo ha tentato di distruggere, allo stesso tempo però Serrano nega l'esistenza dell'Olocausto affermando che l'esistenza stessa degli ebrei nel dopoguerra implicherebbe che i nazisti non abbiamo davvero ucciso il numero di ebrei necessari (un numero collegato al 6) per distruggere definitivamente il loro archetipo inconscio e annullare quindi la loro esistenza. La cifra dei sei milioni di vittime per Serrano sarebbe parte del complotto del Demiurgo da ricercarsi nelle profezie della Cabala.
Serrano inoltre unì le teorie dell'incarnazione divina di Hitler con quelle degli UFO nazisti asserendo che Hitler sarebbe in realtà sopravvissuto alla fine della seconda guerra mondiale e avesse vissuto nascosto per alcuni anni in una base segreta in Antartide presso la città sotterranea di Agartha per preparare il suo ritorno che avrebbe coinciso col Quarto Reich ma che poi, al fine di preparare al meglio il suo futuro ritorno, si sarebbe trasferito prima su Venere e poi sul Sole Nero, che Serrano identificava come un reale corpo celeste nonché patria originaria degli ariani prima di atterrare a Thule e diffondersi in tutta Europa come riportato nel Libro di Oera Linda, di cui Serrano sostiene l'autenticità.

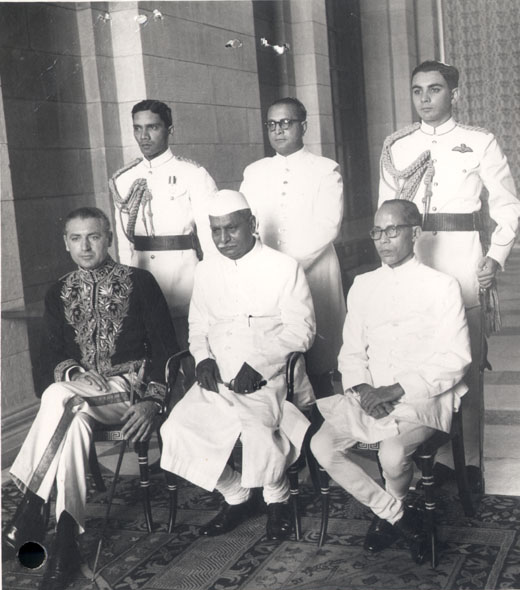
Miguel Serrano in India.

## Influenze culturali
Il gruppo neofolk Harvest Rain è stato fortemente influenzato dal pensiero di Serrano, del quale l'album Blood Hymns riporta una rara testimonianza audio nel brano My Butterfly/Morning Star. Lo stesso album The Land of Tears is so Mysterious è dedicato a Serrano.

## Opere
- Antología del verdadero cuento en Chile. Santiago, 1938
- Un discurso de América del sur, 1939
- La época más oscura, 1941
- La Antártica y otros mitos, 1948
- Ni por mar, ni por tierra, 1950
- Quien llama en los hielos. 1957
- Las visitas de la Reina de Saba, 1960 (ed. italiana: Le visite della Regina di Saba, Settimo Sigillo-Europa Lib. Ed, 2005)
- Los misterios, 1960
- La serpiente del paraíso, 1963
- El círculo hermético: De Hermann Hesse a Carl Gustav Jung, 1965 (ed. italiana: Il cerchio ermetico. Carl Gustav Jung e Hermann Hesse, Astrolabio Ubaldini, 1976)
- La flor inexistente, 1969 (ed. italiana: Il fiore inesistente, Settimo Sigillo-Europa Lib. Ed, 2013)
- Elella: Libro del amor mágico, 1973 (ed. italiana: LUILEI. Libro dell'amore magico, Settimo Sigillo-Europa Lib. Ed, 2013)
- Nietzsche y el eterno retorno, 1974 (ed. italiana: Nietzsche e l'eterno ritorno, Settimo Sigillo-Europa Lib. Ed, 2015)
- El cordón dorado: Hitlerismo esotérico, 1978 (ed. italiana: Il Cordone Dorato. Hitlerismo esoterico, Settimo Sigillo-Europa Lib. Ed, 2007)
- NOS. El Libro de la Resurrecciòn, 1980 (ed. italiana: NOI. Il Libro della Resurrezione, Settimo Sigillo-Europa Lib. Ed, 2013)
- Nietzsche y la danza de Siva, 1980 (ed. italiana: Nietzsche e la danza di Shiva, Settimo Sigillo-Europa Lib. Ed, 2013)
- Los protocolos de los sabios de Sión y su aplicación en Chile, 1981
- Adolf Hitler: El último avatara, 1982 (ed. italiana: Adolf Hitler, l'ultimo Avatara Vol.1 - Vol.2, Settimo Sigillo-Europa Lib. Ed, 2010)
- El ciclo racial chileno, 1982
- Nacionalsocialismo: única solución para los Pueblos de América del Sur, 1986
- La resurrección del héroe, 1986 (ed. italiana: La resurrezione dell'Eroe, Settimo Sigillo-Europa Lib. Ed, 2009)
- Contra la usura, 1987
- El Plan Andinia. Estrategia Sionista para apoderarse de la Patagonia Argentina y Chilena, 1987
- Informe Leuchter. Fin de una mentira. Cámaras de gas: holocausto judío, 1989
- Manú, "por el hombre que vendrá", 1991 (ed. italiana: Manu. "Per l'uomo che verrà", Settimo Sigillo-Europa Lib. Ed, 2012)
- El nuevo orden transnacional y la Patagonia, 1991
- No celebraremos la muerte de los dioses blancos, 1992
- Defendamos nuestra Patagonia, 1992
- Los ovnis de Hitler contra el nuevo orden mundial, 1993
- Mi lucha, Adolf Hitler (Primera edición casi completa en castellano), 1994
- Nuestro Honor se llama Lealtad, 1994
- Conspiración mundialista y traición a Chile, 1994
- Conspiración mundialista II. Laguna del desierto y nafta (separata), 1994
- Imitación de la verdad: ciberpolítica, internet, realidad virtual, telepresencia, 1996
- Memorias de El y Yo. Tomo I: Aparición del "Yo". Alejamiento de "El", 1996
- Memorias de El y Yo. Tomo II: Adolf Hitler y la Gran Guerra. 1997
- Memorias de El y Yo. Tomo III: Misión en los Transhimalaya 1998
- Memorias de El y Yo. Tomo IV: El Regreso. 1999
- Se acabó Chile: La estrella de Israel reemplaza a la Estrella de Chile, 2001
- El hijo del viudo, 2003 (ed. italiana: Il figlio del Vedovo, Settimo Sigillo-Europa Lib. Ed, 2005)
- La entrega de la Patagonia mágica, 2003
- Hipocresía: La tortura en Chile, 2005
- Maya: La realidad es una ilusión, 2005